# Rio Gostila
O Rio Gostila é um rio da Romênia, afluente do Poiana, localizado no distrito de Maramureş e Cluj.